# Kinematografia radziecka
Kinematografia radziecka (kinematografia sowiecka) – ogół produkcji i dystrybucji filmowej na obszarze Związku Socjalistycznych Republik Radzieckich, istniejącego w latach 1922–1991.

## Okres sprzed radzieckiej szkoły montażu
Kinematografia radziecka zaczęła się tworzyć po zwycięstwie sił bolszewickich po wojnie domowej w Rosji. Już 26 czerwca 1918 siły rewolucyjne wprowadziły cenzurę prewencyjną, kładąc kres niegdysiejszej swobodzie artystów pracujących w carskiej Rosji. W 1919 powstał Państwowy Instytut Kinematografii, którego kierownikiem był Władimir Gardin. Początkowo kino w Rosji rewolucyjnej odgrywało przede wszystkim formę agitacyjną. Objazdowe kroniki propagandowe (tzw. agit-filmy) montowali i realizowali tacy twórcy jak Dziga Wiertow, Eduard Tisse, Piotr Jermołow, Lew Kuleszow, Michaił Kolcow. Celem twórców owych kronik było nie tyle dotarcie do niepiśmiennej części społeczeństwa, lecz gwałtowne przeobrażenie całego życia ekonomicznego, kulturalnego i naukowego populacji przyszłego ZSRR. Za pierwsze akordy radzieckiej kinematografii uznaje się wzorowany na Bildungsromans film Sierp i młot (1921) Władimira Gardina i antyreligijnego Cudotwórcę (1922) Aleksandra Pantielejewa, jednak pierwszym sukcesem komercyjnym okazały się Czerwone diablęta (1923) Iwana Perestianiego. Ów film zapożyczał styl narracji z amerykańskiego kina gatunkowego, na którym miała się wzorować radziecka szkoła montażu.

## Radziecka szkoła montażu

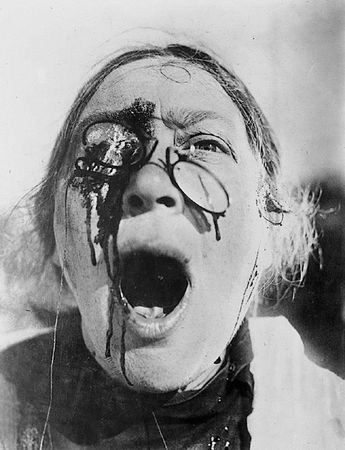
Kadr z filmu Pancernik Potiomkin (1925) Siergieja Eisensteina: kobieta zmasakrowana podczas rozstrzelania przez wojska carskie rewolucyjnego tłumu na schodach odeskich

W 1924 w ZSRR ukształtował się nurt filmowy nazywany radziecką szkołą montażu. Jego patronem był Lew Kuleszow, który badał sposób oddziaływania zestawionych ze sobą kadrów na potencjalną widownię (efekt Kuleszowa). Znaczenie filmu kształtowało się zdaniem Kuleszowa zależnie od sekwencji poszczególnych ujęć i kadrów, układanych za pomocą montażu. Reformie podlegało w porównaniu z kinem carskiej Rosji także aktorstwo, albowiem zarzucono psychologizację działań bohaterów na rzecz ruchu, biomechaniki. Zjawisko radzieckiej szkoły montażu reprezentowały przede wszystkim komedia Niezwykłe przygody Mister Westa w krainie bolszewików (1924) Kuleszowa; znacznie bardziej nasycone patosem, precyzyjne dramaturgicznie freski Siergieja Eisensteina (Strajk, 1924; Pancernik Potiomkin, 1925; Październik, 1928); wnikliwe psychologicznie portrety jednostek uwikłanych w rewolucję autorstwa Wsiewołoda Pudowkina (Matka, 1926; Koniec Sankt Petersburga, 1927); wreszcie odważne eksperymenty dokumentalne Dzigi Wiertowa (Człowiek z kamerą, 1929).
Na uboczach zjawiska radzieckiej szkoły montażu usadowiły się filmy nazywane umownie „realistycznymi”, o charakterze mniej eksperymentatorskim. W latach 20. XX wieku debiutowali tacy artyści, jak Abram Room (Miłość we troje, 1928; Upiór, który nie wraca, 1930), Fridrich Ermler (Dzieci burzy, 1926; Wykolejeni, 1927; Szczątek imperium, 1929) oraz ukraiński twórca Ołeksandr Dowżenko (Zwenigora, 1928; Arsenał, 1929; Ziemia, 1930). Niezależnie jednak od stylu, filmy radzieckie niosły ze sobą treść propagandową. Ta zaś dodatkowo się wzmocniła, gdy w 1929 Józef Stalin, pokonawszy swoich politycznych przeciwników, zaczął narzucać artystom radzieckim doktrynę określaną mianem socrealizmu. Eksperymentom filmowym zarzucano np. bezideowość albo formalizm.

## Socrealizm

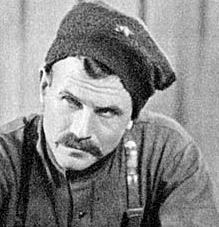
Boris Baboczkin jako Wasilij Czapajew: kadr z filmu Czapajew (1934) Gieorgija i Siergieja Wasiljewów

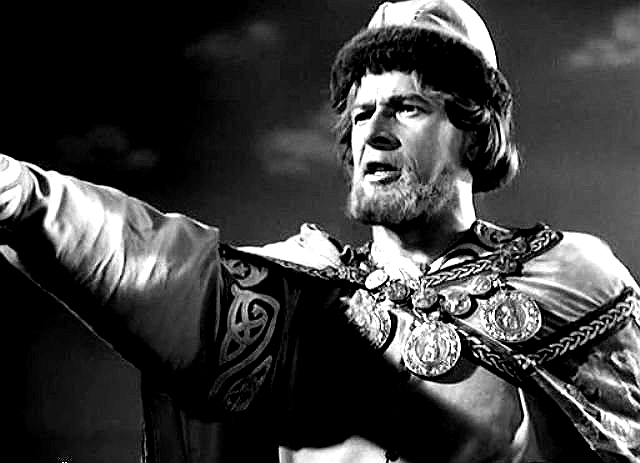
Apologia Stalina: Nikołaj Czerkasow jako Aleksander Newski w filmie Siergieja Eisensteina (Aleksander Newski, 1938)

Zdobycie pełni władzy przez Stalina i nastanie kultu jednostki oznaczało głębokie reformy kinematografii. Wszelkie wytwórnie związkowe zostały podporządkowane centralnej wytwórni moskiewskiej znanej jako Sojuzkino. Rozpoczęły się spóźnione w czasie eksperymenty z technologią dźwiękową, których adwokatem był Siergiej Eisenstein. Po nakręceniu dźwiękowego Romansu sentymentalnego (1930) Eisenstein próbował swoich sił poza ZSRR, bez powodzenia próbując nakręcić w Meksyku fresk o historii kontynentu amerykańskiego, Niech żyje Meksyk! (1932). Tymczasem w ZSRR trwało umacnianie oficjalnej stalinowskiej wykładni; Symfonia Donbasu (1931) Wiertowa, pierwszy dokument dźwiękowy w ZSRR, łączyła błyskotliwe eksperymenty w zakresie dźwięku z zażartym atakiem na burżuazję oraz kler. W 1931 ukazał się pierwszy pełnometrażowy dźwiękowy film fabularny, Bezdomni (1931) Nikołaja Ekka o reedukacji biezprizornych. Kolejne produkcje dźwiękowe, np. Samotna (1931) Grigorija Kozincewa i Leonida Trauberga, Turbina 50 000 (1932) Siergieja Jutkiewicza i Fridricha Ermlera, zostały zilustrowane muzyką utalentowanego kompozytora Dmitrija Szostakowicza.
Turbina 50 000, której fabuła związana była z realizacją planu produkcji oraz wykrywaniem wrogich sabotażystów, stanowiła pierwszy przykład filmu produkcyjnego (socrealistycznego) w ZSRR. Nurt socrealistyczny łączył powrót do konwencji dziewiętnastowiecznego realizmu literackiego z kreacją rzeczywistości zgodnej z wykładniami władzy. Wrogiem w tym nurcie filmowym mogli być kułacy (Lody ruszyły, 1931, Borisa Barneta), szpiedzy z zagranicy (Aerograd, 1935, Dowżenki), Polacy (Szczors, 1939, Dowżenki); bohaterem zbiorowym – komsomolcy (Łąki bieżyńskie, 1935, Eisensteina), kołchoźnicy, kobiety szukające możliwości awansu społecznego (Ziemia woła, 1939, Iosifa Chejfica i Aleksandra Zarchiego); promowanymi wartościami – kult młodości i siły fizycznej. Powstawały też freski historyczne dedykowane wielkim postaciom z historii Rosji, które miały sankcjonować pozycję Stalina jako kontynuatora polityki imperialnej dawnych władców. Szczególnie wyróżniał się sprawnie zainscenizowany Aleksander Newski (1938) Eisensteina o antyhitlerowskiej wymowie, który jednak w momencie podpisania paktu Ribbentrop-Mołotow nie nadawał się na rozpowszechnianie do momentu ataku Niemiec na ZSRR w 1941.
Joanna Wojnicka kwitowała założenia radzieckiego socrealizmu następująco:
Artysta podporządkowany idei nie ma prawa do podkreślania własnej indywidualności, a wyrażanie ideologii powinno odbywać się w sposób maksymalnie jasny. Stąd w dziełach socrealizmu wyraźny podział na dobrych i złych, prawdę i kłamstwo, zawsze wartościowanych jednoznacznie.
Największe powodzenie wśród publiczności miały wszakże filmy łączące treść propagandową z konwencjami kina gatunkowego. Gieorgij i Siergiej Wasiljewowie odnieśli wielki sukces awanturniczą opowieścią o Wasiliju Czapajewie (Czapajew, 1934). Grigorij Aleksandrow z kolei zasłynął unikalnym połączeniem burleski z musicalem, Świat się śmieje (1934). Podobnie udanymi filmami były kolejne: Cyrk (1936) oraz Wołga, Wołga (1938). Sukces filmów Aleksandrowa spowodował, że część reżyserów też tworzyła plebejskie komedie o kołchoźnikach, zgodne jednak ze stalinowską wykładnią.

## Kinematografia wojenna i schyłek stalinizmu

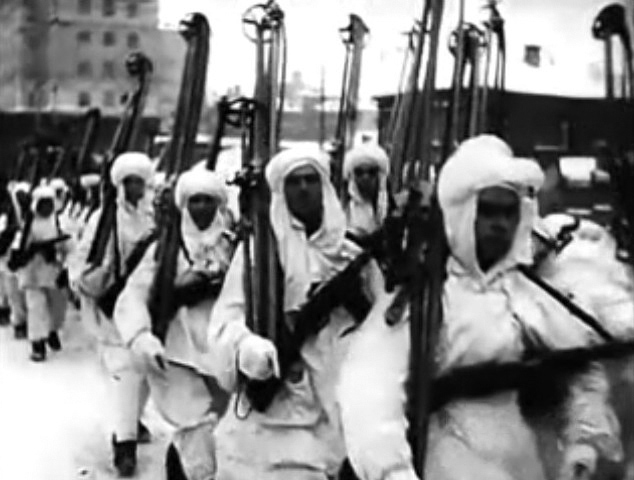
Kadr z filmu dokumentalnego Rozbicie wojsk niemieckich pod Moskwą (1942)

Atak Niemiec na ZSRR (szczególnie gwałtowność ofensywy) spowodowała, że studia radzieckie takie jak Lenfilm oraz Mosfilm zostały zmuszone do przeprowadzki w głąb Azji, do Kazachstanu. Kinematografia radziecka przeżywała regres. Z konieczności Stalin musiał stonować propagandę „dyktatury proletariatu”, wskutek czego do realizacji zostały dopuszczone filmy poświęcone zwykłym jednostkom, nie zaś wielkim postaciom z historii bądź abstrakcyjnym „proletariuszom”. Z uznaniem spotkały się subtelne melodramaty Czekaj na mnie (1942) Aleksandra Stolpera, Maszeńka (1942) Julija Rajzmana oraz O szóstej wieczorem po wojnie (1944) Iwana Pyrjewa. Nie oznaczało to zaniechania narracji heroicznej; nadal powstawały propagandowe kroniki wojenne, takie jak Rozbicie niemieckich wojsk pod Moskwą (1942) Leonida Warłamowa i Ilji Kopalina, które w przemontowanej wersji (jako Moscow Strikes Back) zdobyło Oscara dla najlepszego filmu dokumentalnego. Realizowano także heroiczne filmy wojenne, spośród których popularnością cieszyły się zwłaszcza Jak hartowała się stal (1943) Marka Donskiego oraz Dwaj żołnierze (1943) Leonida Łukowa. 
Za najwybitniejszy film radziecki okresu II wojny światowej uchodzi jednak Iwan Groźny (1944–1946), zaplanowana jako trylogia apoteoza tytułowego cara, która ostatecznie ukazała się tylko w dwóch częściach. Powodem wstrzymania funduszy na trylogię była druga część filmu pod tytułem Spisek bojarów, w której Iwan Groźny jawił się jako tyran posługujący się opricznikami w celu eliminacji przeciwników, co było niebezpieczną aluzją do stalinowskiego NKWD.
Po zwycięstwie ZSRR w II wojnie światowej jawna propaganda powróciła, tym razem w antyamerykańskiej tonacji. Co więcej, nie unikano już bezpośredniej apologii Stalina. Micheil Cziaureli nakręcił trylogię czyniącą z przywódcy ZSRR genialnego stratega; w kinach dominowały filmy ukazujące bohaterstwo wojenne i kult jednostki, powróciły też biografie wybranych osobowości ważnych dla „rewolucji proletariackiej”.

## Pierwsza fala odwilży

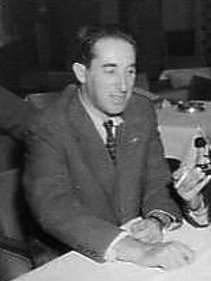
Grigorij Kozincew (1958)

Śmierć Stalina w 1953, szybka eliminacja najzagorzalszych zwolenników dotychczasowego kursu politycznego, wreszcie referat Nikity Chruszczowa O kulcie jednostki i jego następstwach wygłoszony w 1956 – spowodowały skorygowanie dotychczasowej polityki. Amnestia dla więźniów politycznych oraz ograniczenie cenzury przysłużyły się zmianom w radzieckiej kinematografii. Rozwinęła się kultura filmowa, a kinematografia ZSRR zamiast biuru politycznemu zaczęła podlegać Ministerstwu Kultury. W renesansie kina radzieckiego ważną rolę odegrał Michaił Romm, który dzięki swej działalności dydaktycznej otwarł drogę do kariery młodym debiutantom, ale też sam stworzył filmy będące aluzją do rządów stalinowskich. Dziewięć dni jednego roku (1962) ukazuje problematyczny związek między nauką a ideologią, a dokument Zwyczajny faszyzm (1966) jest wnikliwą analizą przyczyn totalitaryzmu na przykładzie III Rzeszy.
Debiutancki film Eldara Riazanowa pod tytułem Noc sylwestrowa (1957), portretujący młodzieżową subkulturę jazzową w Moskwie, rychło okazał się przebojem cieszącym się kultem wśród widzów. Powodzeniem cieszyły się też ekranizacje literatury takie jak Cichy Don (1958) Siergieja Gierasimowa oraz Don Kichot (1957) Grigorija Kozincewa. Tak naprawdę jednak kino odwilży podejmowało przede wszystkim problematykę wojenną. 
Wielkim sukcesem międzynarodowym był debiut Grigorija Czuchraja Czterdziesty pierwszy (1957), liryczna opowieść o parze rozbitków reprezentujących różne frakcje wojny domowej w Rosji. Ballada o żołnierzu (1959) tego samego reżysera, ukazująca losy żołnierza jadącego na przepustkę do swojej matki, zawierała motywy zgoła niecenzuralne (przekupstwa, zacofania steranego wojną kraju), jednak również cieszyła się popularnością za granicą. Czyste niebo (1961), dopełnienie trylogii Czuchraja, alegorycznie portretowało proces niszczenia człowieka, którego nie zmogła wojna, przez podejrzliwe stalinowskie władze. Złotą Palmę na 11. MFF w Cannes otrzymał niezwykle ekspresyjny film Michaiła Kałatozowa Lecą żurawie (1957), w którym prosta historia śmierci szeregowego radzieckiego żołnierza została z wyczuciem nakręcona przez Siergieja Urusiewskiego (geometryczna forma kadrów). Międzynarodowy sukces odniósł też Los człowieka (1959) Siergieja Bondarczuka, pełna patosu opowieść o jeńcu wojennym, który ucieka z hitlerowskiego obozu jako moralny wrak.

## Restalinizacja

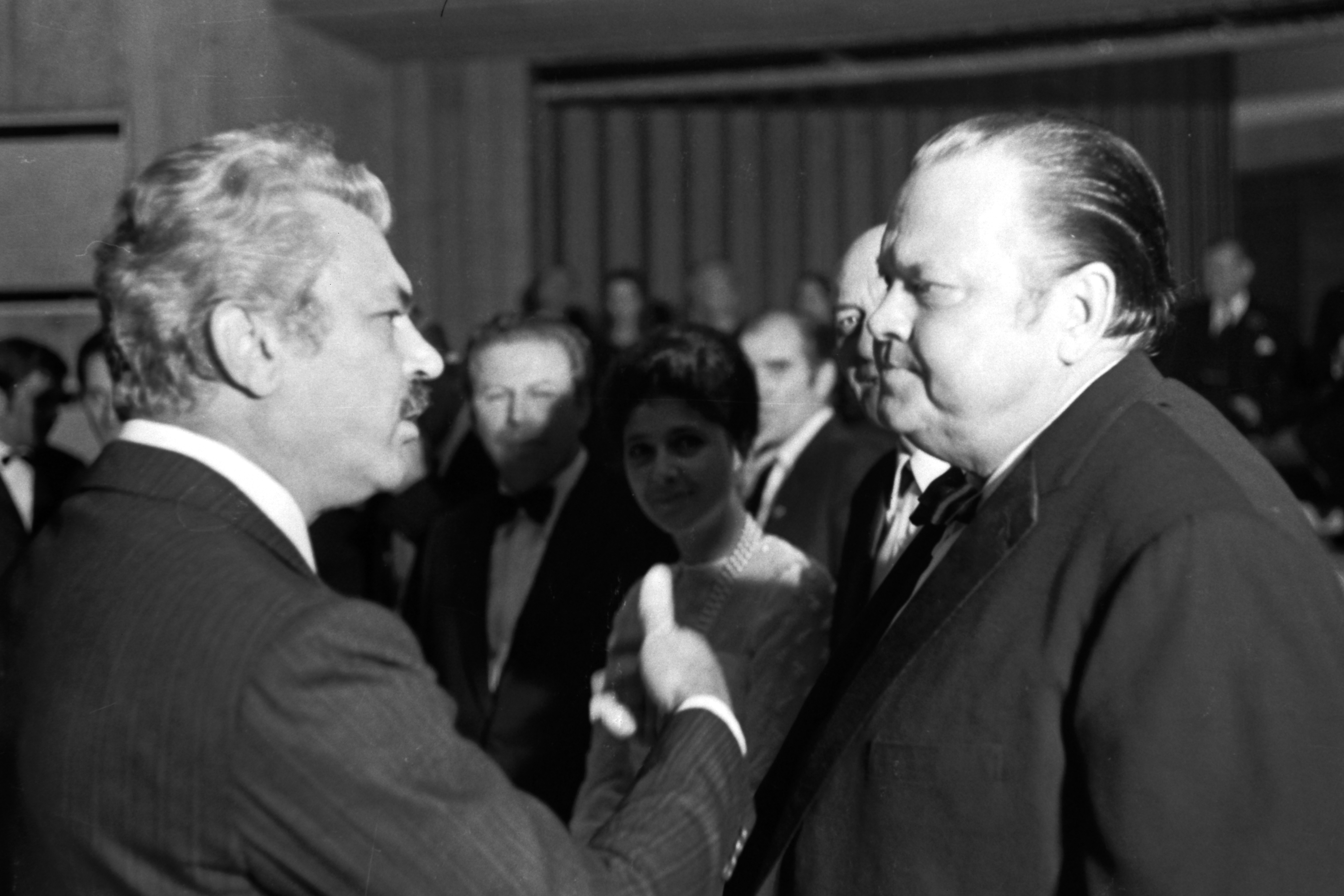
Siergiej Bondarczuk (po lewej), reżyser Wojny i pokoju, podczas spotkania z amerykańskim reżyserem Orsonem Wellesem (1969)

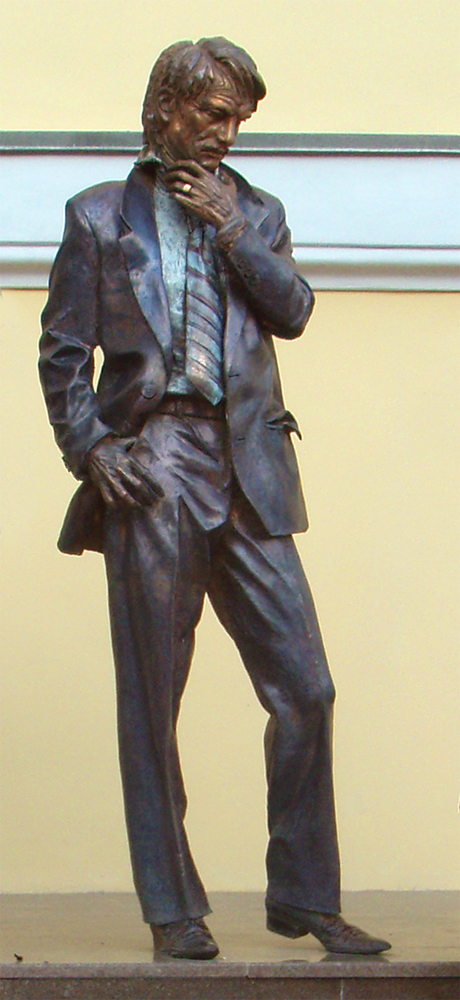
Podobizna Andrieja Tarkowskiego

Po kryzysie kubańskim Nikita Chruszczow, a później jego następca Leonid Breżniew, zaostrzyli kurs wobec rozliczeniowego pokolenia reżyserów. Choć autorzy tacy jak Kozincew nadal odnosili sukcesy artystyczne (wybitna adaptacja szekspirowskiego Hamleta, 1964), niepożądane było ukazywanie środowiska młodzieży okresu odwilży. Zastawa Iljicza (1963) Marlena Chucyjewa, wnikliwy portret współczesnej młodzieży radzieckiej inspirowany francuską Nową Falą, wywołała wściekłość Chruszczowa i została opublikowana dopiero w 1965 pod tytułem Mam 20 lat. Nowe pokolenie twórców wykształconych w latach 60. we WGIK-u (m.in. Andriej Tarkowski, Elem Klimow, Wasilij Szukszyn, Łarisa Szepitko, Andriej Konczałowski, Gleb Panfiłow, Aleksandr Askoldow, Ilja Awerbach) mierzyło się już z narastającą cenzurą. Część z nich już w chwili debiutu odniosła wielki sukces; Tarkowski za swoje Dziecko wojny (1962) zdobył Złotego Lwa na 23. MFF w Wenecji, Riazanow zaś zrealizował obiecującą, niezwykle popularną w ZSRR satyrę Złodziej samochodów (1964). 
Jednakże gdy Breżniew objął stery władzy, zaostrzono cenzurę, a niektórym twórcom na trwałe złamano karierę. Epos historyczny Andriej Rublow (1965) Tarkowskiego, ze względu na ekspresyjne sceny okrucieństwa, został skierowany na półkę i dopiero za granicą dosłużył się prestiżowych nagród. Paskudna historia (1966) Aleksandra Ałowa i Władimira Naumowa premierę miała dopiero w 1987; ponura opowieść o kołchoźnikach Historia Asi Klaczinej, która kochała, lecz za mąż nie wyszła (1966) Konczałowskiego została szybko zdjęta z ekranów kin. Najokrutniej potraktowano film Komisarz (1967) Askoldowa, historię komisarz Armii Czerwonej, spodziewającej się dziecka i zamieszkującej u ubogiej żydowskiej rodziny. Komisarza uznano za film syjonistyczny, wskutek czego breżniewowska władza pozbawiła Askoldowa prawa do wykonywania zawodu reżysera, a niemal wszystkie kopie filmu zostały zniszczone (zachował się negatyw filmu, dzięki któremu można było go zrekonstruować).
Wraz z okresem restalinizacji na znaczeniu zyskały wielkie widowiska historyczne. W 1967 Bondarczuk ukończył Wojnę i pokój według Lwa Tołstoja, łączącą pełne rozmachu sceny bitewne z kameralnymi scenami psychologicznymi. Za Wojnę i pokój w 1969 Bondarczuk otrzymał Oscara dla najlepszego filmu nieanglojęzycznego. W związku z wyścigiem zbrojeń kręcono również filmy fantastycznonaukowe (Diabeł morski, 1967, Giennadija Kazanskiego i Władimira Czebotariowa; Solaris, 1972, Tarkowskiego). Swoje filmy tworzyli reżyserzy z innych aniżeli rosyjska republik radzieckich, np. Tengiz Abuładze (Błaganie, 1968), Otar Ioseliani (Cierpkie wino, 1966), Siergiej Paradżanow (brawurowy, powszechnie chwalony za granicą film o Huculszczyźnie Cienie zapomnianych przodków, 1964). Kameralne dramaty dalekie od polityki kręcili Gleb Panfiłow (Początek, 1970), Ilja Awerbach (Cudze listy, 1975), Łarisa Szepitko (Ty i ja, 1971). Chętnie adaptowano także klasyczną literaturę rosyjską (np. Wujaszek Wania, 1970, Konczałowskiego, Niewolnica miłości, 1975, Nikity Michałkowa). Próby odstępstwa od bezpiecznych tematów były torpedowane przez władzę Breżniewa; Paradżanow w 1973 został aresztowany pod zarzutem homoseksualizmu i rzekomego szerzenia pornografii, a następnie skazany na pięć lat łagru. Z trudnościami w realizacji spotykały się również projekty starszych reżyserów (Kalina czerwona, 1974, Wasilija Szukszyna; Wniebowstąpienie, 1976, Szepitko; Syberiada, 1978, Konczałowskiego). W ZSRR kręcono także lżejsze kino popularne: easterny, filmy kryminalne, a przede wszystkim komedie, w szczególności uznawane za kultowe Moskwa nie wierzy łzom (1979) Władimira Mieńszowa oraz Biały Bim, Czarne Ucho (1977) Stanisława Rostockiego.

## Kinematografiapierestrojki(druga fala odwilży)
Kiedy śmierć Breżniewa w 1982 oraz późniejsze „rządy starców” zaczęły pogrążać słabnący gospodarczo i politycznie ZSRR, złą sytuację kraju podkreślały tragikomedie twórców pokroju Leonida Gajdaja, Gieorgija Danelii i Eldara Riazanowa (szczególnie Dworzec dla dwojga, 1982); tymczasem sprawne adaptacje literatury nadal kręcili Gleb Panfiłow i Nikita Michałkow. Sukcesem okazał się także musical Karena Szachnazarowa Stworzył nas jazz (1983), o narodzinach jazzu w ZSRR lat 20. XX wieku. Na emigrację udał się szykanowany przez władze komunistyczne Tarkowski, który po realizacji włoskiej Nostalgii (1983) i szwedzkiego Ofiarowania (1986) zmarł na nowotwór.
Dojście do władzy w 1985 Michaiła Gorbaczowa spowodowało, że nastąpiło osłabienie cenzury (głasnost') i podjęto próby reformy rozpadającego się kraju (pierestrojka). Ideologiczne otwarcie na samokrytykę zapoczątkował realizowany na Białorusi Idź i patrz (1984) Elema Klimowa, apokaliptyczny film wojenny o obławie nazistów na komunistyczną partyzantkę okresu II wojny światowej. W ślad za Klimowem poszedł Aleksiej German w filmie Mój przyjaciel Iwan Łapszyn (1984), dokumentującym okoliczności wielkiej czystki lat 30. XX wieku. 
Najgłośniejszym filmem radzieckim epoki pierestrojki okazała się jednak Pokuta (1983) Tengiza Abuładze, alegoria rządów stalinowskich. Pomimo subtelnej aluzji do dyktatury komunistycznej Pokuta na kilka miesięcy trafiła na półkę, jednak ostatecznie została dopuszczona do dystrybucji i obsypana nagrodami na międzynarodowych festiwalach. 
Los Pokuty sprawił, że coraz skuteczniej radzieccy reżyserzy zabiegali o dopuszczenie do dystrybucji dawnych filmów zakazanych przez cenzurę. Pojawili się też pierwsi następcy wygnańca Tarkowskiego – Konstantin Łopuszanski (Listy martwego człowieka, 1986) i Aleksandr Sokurow (Smutna obojętność, 1987). Sukcesy odnosiły filmy obyczajowe, np. drapieżna erotycznie Mała Wiera (1987) Wasilija Piczuła. Pierestrojkę zwieńczyła nagroda na 47. MFF w Wenecji dla Michaiła Bielikowa za film Rozpad (1990) o katastrofie elektrowni atomowej w Czarnobylu. Rok później, w 1991, Gorbaczow omal nie padł ofiarą nieudanego zamachu stanu (pucz Janajewa), co przyśpieszyło separację wszystkich republik związkowych i upadek Związku Radzieckiego.